# Paragramm
Ein Paragramm (griech. parágramma, geschriebener Zusatz) ist eine komische, ironische, parodistische oder ästhetisch-poetische Veränderung oder Verballhornung eines Namens oder Wortes durch den Austausch eines oder mehrerer Buchstaben. Im Gegensatz zum Anagramm werden Buchstaben verwendet, die nicht Teil des Wortes sind.

## Begriffsgeschichte
Der Begriff wurde vom französischen Linguisten Ferdinand de Saussure zu Beginn des 20. Jahrhunderts geprägt. Er ersetzt damit den Begriff des Anagramms in seinen Notizheften. Julia Kristeva nahm den Begriff in einem 1966 erstmals in der Zeitschrift Tel Quel erschienenen Aufsatz auf.

## Beispiele
- Biberius (lat.: Trunkenbold; Tiberius)
- God shave the Queen (save)
- Lach- und Schießgesellschaft (Wach- und Schließgesellschaft)
- Land der Richter und Henker (Dichter und Denker)
- Märchensteuer (Mehrwertsteuer)
- Rest in pieces; Rust in Peace („Ruhe in Einzelteilen“ oder „Roste in Frieden“ statt „Ruhe in Frieden“ – R.I.P. / rest in peace)
- Rundumschlaf (Rundumschlag)
- Spaßkasse (Sparkasse)
- The Beatles (The Beetles = Die Käfer)
- Von der Sowjetunion lernen, heißt siechen lernen (siegen)
- Waschbärbauch (statt „Waschbrettbauch“)
- Wischen Impossible (Kombination des Films Mission Impossible mit den fehlenden Fingergesten eines Feature-Phones)[3]